# Cratere Jijiga
Jijiga  è un cratere sulla superficie di Marte.